# Абдуллаев, Абдулхак Аксакалович
Абдулха́к Аксакалович Абдулла́ев (30 декабря 1918, Туркестан — 29 октября 2001, Ташкент) — известный узбекский живописец-портретист. Народный художник Узбекской ССР (1968), почётный член Академии художеств Узбекистана.

## Биография
Родился в 1918 году в г. Туркестане.
Склонность к рисованию определилась у него в детстве. В 1928 году поступил в трудовую школу в Ташкенте, где наряду с другими предметами учащихся знакомили с основами рисования. В школе Абдуллаев начинает серьёзно думать о профессии живописца. Осуществлению этого помог счастливый случай: в 1931 году школа была переведена в Самарканд, где находилось художественное училище. Абдуллаев написал копию с портрета какого-то актёра и, когда её рассмотрели в училище, он был зачислен студентом без приёмных  экзаменов.
Учителями молодого художника во время его учёбы (1931—1936) были педагоги — Л. Л. Бурэ, 3. М. Ковалевская и П. П. Беньков.
Позже учился в Московском художественном институте (1938—1941) у В. П. Ефанова и А. А. Осмёркина.
Выставки работ художника состоялись в Ташкенте в 1940, 1946, 1953 годах. Абдуллаев — автор ряда статей по вопросам искусства. Преподавал в художественном училище (1950-1957) и педагогическом институте им. Низами (1955-1957) в Ташкенте. Полотна художника хранятся в музеях Узбекистана, России, Италии, Индии и других стран мира.
Умер 29 октября 2001 года. Похоронен на Мемориальном кладбище «Чигатай».
Наиболее известные работы:
- портреты Героя Социалистического Труда Н. Ниязова (1949, Музей Востока, Москва),
- писателя Айбека (1949, Музей искусств Узбекистана, Ташкент),
- «Племянница Шахла» (1960, Третьяковская галерея),
- драматурга Яшена (1960, Музей искусств Узбекистана),
- писателя И. Рахима (1967, Художественный фонд Узбекистана) и «Алишер Навои» (1968).

## Награды и звания
- орден Трудового Красного Знамени (18.03.1959)
- орден «Знак Почёта» (1976)
- медаль «За трудовое отличие» (06.12.1951)[5]
- медали
- Заслуженный деятель искусств Узбекской ССР (1950)
- Народный художник Узбекской ССР (1968)